# Медиадизайн
Медиадиза́йн — это создание принципиально новой среды коммуникаций. Медиасреда многопрофильна по тематике и вариативна по технике продвижения, поэтому в профильный ряд медиадизайна попадают веб-дизайн, арт-дизайн, ланд-дизайн, теледизайн. Подвижность современного медиапространства позволяет применять новейшие методы и технологии для организации новых сред общения и взаимодействия, способных вызвать резонанс в обществе.
Современная медиаотрасль включает ряд традиционных элементов. Её каналы объединяют телевидение, радио, газеты, журналы, книги, кино и музыкальные записи. Однако с развитием новых технологий данная отрасль расширилась и в настоящее время включает еще и интернет, видео- и компьютерные игры, мобильные устройства и смартфоны. Отрасль характеризуется высоким уровнем интерактивности. Специалисты в области медиадизайна могут создавать и совершенствовать дизайн в любом из направлений: разработка концепций для создания медиадизайна;
организация подобающей для этого общения среды; создание имиджевого эффекта при работе с рекламой; работа со СМИ, аудио-, видео- и полиграфической продукцией.
Медиадизайн в силу своей природы интертекстуален. Медиатекст создает информационную картину мира. Медиадизайн — визуальную картину медиатекста в рамках одного канала, портала, издательского дома, издания со всем многообразием его версий — печатной, онлайн- и мобильной.
Кандидат филологических наук В. В. Волкова выделяет три основных фактора, влияющих на становление и развитие медиадизайна: тенденции в развитии изобразительного искусства, техника и технологии создания медиатекста, информационные потребности общества, определяющие типологическую систему СМИ.